# Cégep Gérald-Godin
Pour les articles homonymes, voir Godin.
 (décembre 2021).
Le Cégep Gérald-Godin est un collège d'enseignement général et professionnel francophone de l'ouest de l'Île de Montréal, au Québec, précisément situé à Sainte-Geneviève.

## Histoire

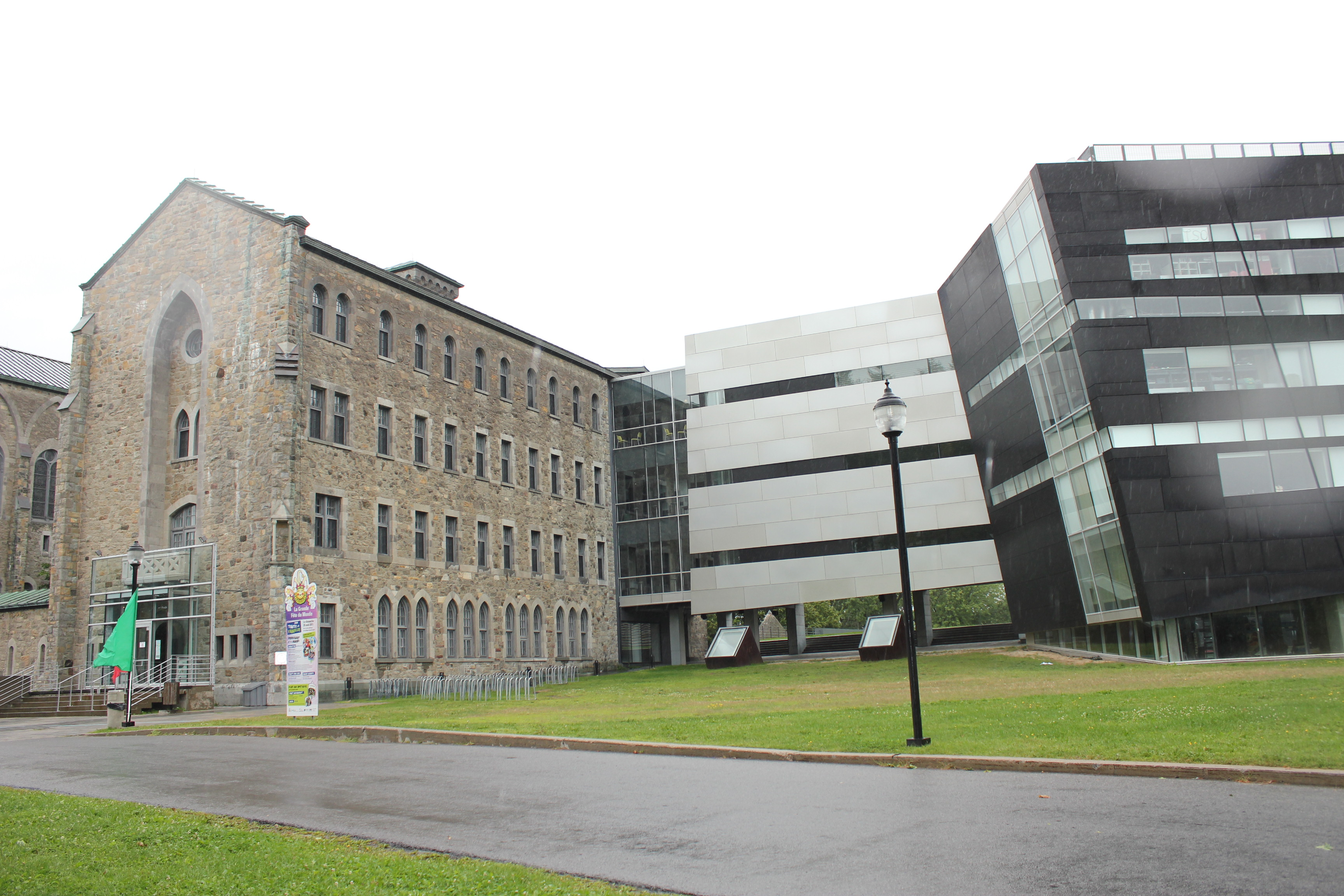
Collège Gérald-Godin

Il s'agit à l'origine d'un ancien noviciat des Pères de Sainte-Croix, construit en 1932 par l'architecte Lucien Parent. Inspiré de l’architecture lombarde, l'on y formait de futurs prêtres. Il est converti par la suite en centre de désintoxication grâce aux plans de l'architecte Émilien Bujold et finalement en établissement d'enseignement. 
Le cégep est inauguré en 1999 par le ministre de l'Éducation d'alors, François Legault. L'établissement est nommé en l'honneur de Gérald Godin, écrivain et homme politique québécois qui fut entre autres ministre de l'Immigration et des Communautés culturelles et responsable de la Charte de la langue française du Québec. Depuis l'automne de 2009, le cégep a construit un nouveau bâtiment par Saucier + Perrotte Architectes afin d'y aménager son nouveau café étudiant ainsi que le nouveau programme offert : Technologie de la production pharmaceutique. Un salon pour le personnel y siège aujourd'hui, mais le café étudiant fut toutefois construit à l'intérieur de la cafétéria.

## Programmes et activités de formation
Environ 1 200 étudiants étudient au cégep, soit dans le secteur pré-universitaire ou technique.

## Association étudiante
L'Association générale des Étudiants et Étudiantes du Collège Gérald-Godin (AGEECGG) a comme mission de gérer les affaires étudiantes, tant financières que pédagogiques et sociales. L'Association est légalement reconnue comme un organisme indépendant du Collège, ayant reçu en 2001 sa Charte du gouvernement du Québec.

## Bâtiments et équipements
Le Cégep Gérald-Godin comporte la Salle Pauline-Julien, du nom de la compagne de vie de Gérald-Godin, qui a marqué la scène de la chanson québécoise.
En 2022, le Cégep Gérald-Godin fait un investissement de 15 million de dollars afin de mettre en place de nouveaux espaces modernes. 

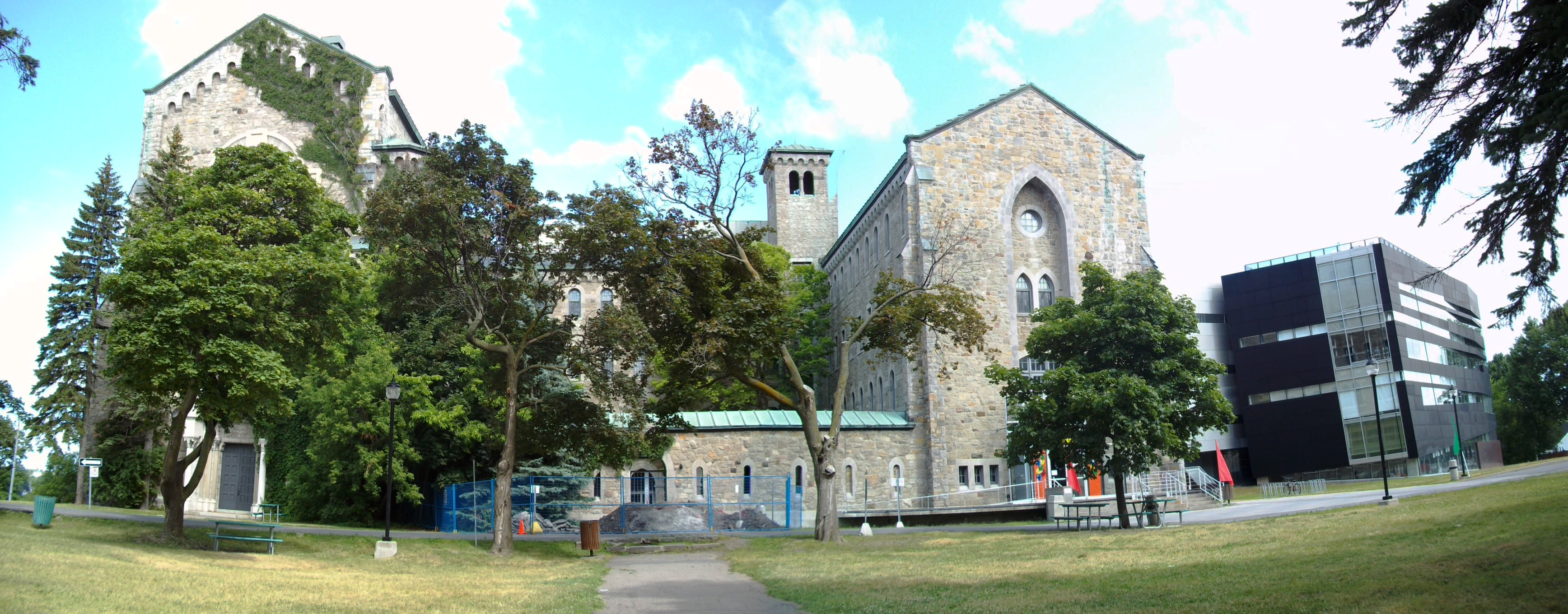
Cégep Gérald-Godin
La partie ancienne à gauche était le monastère des Pères de Sainte-Croix.